# Meurtres de Rhonda Johnson et Sharon Shaw
 (avril 2018).
Si vous disposez d'ouvrages ou d'articles de référence ou si vous connaissez des sites web de qualité traitant du thème abordé ici, merci de compléter l'article en donnant les références utiles à sa vérifiabilité et en les liant à la section « Notes et références ».
Rhonda Renee Johnson (16 décembre 1956 - 4 août 1971) et Sharon Lynn Shaw (11 août 1957 - 4 août 1971) sont deux adolescentes qui disparurent durant l'après-midi du 4 août 1971 à Harris County au Texas.

## Description
Au début de l'année 1972, des restes osseux des deux filles sont découverts dans et aux alentours de Clear Lake (Galveston Bay) (en).
Un habitant de la région, Michael Lloyd Self, est accusé des meurtres en 1972, et condamné pour celui de Sharon Shaw en 1975, bien qu'en 1998 une controverse soit survenue quand un tueur en série, Edward Harold Bell, avoua les meurtres ; ceci s'accompagnant de déclarations concordantes des forces de l'ordre et des procureurs selon lesquelles Michael Lloyd Self avait été forcé à de faux aveux, ce qui conduisit beaucoup à croire qu'il avait été condamné à tort. Michael Self décède en prison des suites d'un cancer en 2000.
L'affaire a souvent été associée à celle du Texas Killing Fields, dans le sud du Texas, où plus d'une trentaine de corps, principalement de jeunes femmes, furent découverts sur un terrain au large de l'interstate 45, au début des années 1970.

### Disparition
Le mercredi 4 août 1971, Rhonda Johnson et Sharon Shaw, résidant toutes deux à Webster, passent la journée sur une plage à Galveston. Elles sont vues quittant la plage, mais ne sont jamais retournées chez elles. Un témoin oculaire signale les avoir aperçues pour la dernière fois, marchant sur Seawall Boulevard à Galveston.

### Découverte des corps
Le 3 janvier 1972, alors que deux garçons pêchent sur le Clear Lake, ils découvrent un crâne humain flottant dans l'eau, qu'ils prennent d'abord pour une balle de sport. Six semaines plus tard, des chercheurs découvrent le reste du corps, avec celle d'une autre fille, dans un marais près du lac. Le 17 février 1972, selon une enquête, les dossiers dentaires permettent de déterminer que le crâne trouvé dans le lac a appartenu à Sharon Shaw. En plus d'un crucifix trouvé autour du crâne qui est identifié par la mère de Sharon Shaw comme étant celui que portait sa fille. L'autre corps trouvé dans le marais est identifié comme étant celui de Rhonda Johnson.

### L'enquête
En mai 1972, un conseiller municipal, Glenn Price, conseille aux enquêteurs de s'intéresser de près à Michael Lloyd Self, un employé de station-service connu pour être un délinquant sexuel, habitant à Galveston. La police rend donc visite à Michael à son lieu de travail et il va de lui-même au commissariat le lendemain pour être interrogé. Quand on lui montre des photos de Rhonda et Sharon, Michael admet reconnaître les filles mais déclare ne pas les connaître. Selon Michael Self, le chef Michael Morris l'aurait détenu durant un certain nombre d'heures en notant qu'il ne partirait pas avant qu'il n'ait fait de confession. Self a de même déclaré qu'il était tenu contre un mur, frappé avec une matraque, et menacé à l'aide d'un pistolet par le chef Michael Morris, le menaçant de l'abattre s'il n'avouait pas. Finalement Self finit par avouer, et fut contraint d'écrire à la main ses aveux sur les meurtres de Sharon et Rhonda.
La dernière confession signée par Michael Self contenait des contradictions notables ; dans la confession, Self déclare avoir jeté les corps de Sharon et Rhonda à El Lago, qui était à plus de trente kilomètres du marais où la police a découvert les restes. Michael Self a également souligné dans sa confession qu'il avait étranglé les deux filles, or les rapports du légiste n'ont montré aucun signe de strangulation. Trois jours après sa confession, le 23 juin 1972, Michael Self fournit davantage de détails à la police dans une confession orale qui s'oppose à celle par écrit. Dans une interview accordée à deux shérifs adjoints, Michael Self prétend avoir ramassé Sharon et Rhonda dans un restaurant Sizzler Steakhouse, ensuite avoir conduit aux alentours du quartier de El Lago et avoir pris de la nourriture dans un restaurant Jack in the Box du coin. Michael Self se serait par la suite garé dans une zone isolée avant de frapper les filles sur la tête avec une bouteille de Coca-Cola, et de les dépouiller de leurs vêtements pour les jeter ensuite sur la route ; ce qui est en contradiction avec le fait que les vêtements des filles furent découverts sur les restes. Il a ensuite prétendu avoir jeté les corps dans un caniveau sur Choat Road.
Deux semaines plus tard, les shérifs adjoints ont sorti Michael Self de prison, pour le conduire à différents lieux qu'il avait mentionnés dans sa confession, et l'ont photographié à chacun des endroits. Les photos seront présentées plus tard au tribunal, bien que l'avocat de Michael Self ait précisé que cela était illégal.

### Procès et condamnation
Le procès de Michael Self commence le 15 mai 1973 et se conclut le 18 septembre 1974, ou Michael Self est accusé du meurtre au premier degré de Sharon Shaw et condamné à la réclusion à perpétuité. Cependant il n'est pas reconnu coupable de celui de Rhonda Johnson.
Michael Self fait plusieurs fois appels, mais tous sont rejetés. En 2000, Michael Self décède en prison des suites d'un cancer.
En 1976, le chef Don Morris et l'adjoint Tommy Deal, qui avaient tous deux travaillé sur l'affaire de Michael Self, sont arrêtés et accusés pour de multiples braquages de banque datant de 1972. Morris est condamné à cinquante-cinq ans de prison ferme et Deal est condamné à trente ans.

## Autres confessions
Le 20 avril 1980, un homme à Taylor Lake, Texas, se rend à un commissariat local et prétend avoir été le responsable des meurtres. Selon ses dires, il mentionne avoir attaché les filles avec un cordon électrique, détail qui n'a jamais été mentionné par Michael Self ni divulgué au grand public. Mais l'homme, étant apparemment en pleine psychose, est finalement écarté par la police, bien que la mention du cordon électrique et le fait qu'il habitait près du domicile d'une des victimes soient intrigants.
En 1998, Edward Harold Bell écrit plusieurs lettres aux procureurs de Galveston, où il confesse de nombreux meurtres sur des jeunes femmes. À ce moment, Edward purgeait une peine de soixante-dix ans pour le meurtre d'un marin de Houston, qui avait tenté de le stopper alors qu'il se masturbait publiquement devant un groupe d'adolescentes.
En août 2015, Edward Harold Bell admet au total les meurtres de onze filles. Parmi les filles qu'il a admis avoir tuées, l'une s'appelait Shaw et une autre Johnson, toutefois il ne fut pas accusé pour les meurtres de Shaw ou de Johnson.